# Верденс ганг
«Верденс ганг» (норв. «Verdens Gang», «VG» — світ у русі) — норвезька щоденна газета, таблоїд.
У 2016 році обсяги тиражу склали 93 883, що поступово зменшуються з 2002 року, коли тираж склав 390,5 тис. примірників. Незважаючи на це, VG є найпопулярнішою онлайн-газетою в Норвегії, (близько 2 млн щоденних читачів).

## Історія
Газета була заснована учасниками норвезького руху опору 1945 року, незабаром після звільнення країни від німецької окупації. Першим головним редактором був Крістіан А. Р. Крістенсен, а перший номер вийшов 23 червня 1945 року.

## Відзнаки і популярність
Багато років «VG» була наймасовішою (багатотиражною) газетою Норвегії, але починаючи з 2010 року почала поступатися газеті «Aftenposten». Незважаючи на знижені тиражі, за станом на 2010 рік «VG» залишається найцитованішим засобом масової інформації країни, причому газета є найцитованішою серед газет, а вебсайт — з великим відривом серед вебсайтів Норвегії.
«VG» (і її журналісти) є володарем безлічі нагород Фонду журналістських розслідувань («SKUP»). Наприклад, в 2010 році на призи фонду були номіновані 10 публікацій «VG», більше ніж у будь-якого іншого видання.

## Керівництво та власники
Verdens Gang AS є приватною компанією, яка повністю належить акціонерній компанії Schibsted ASA. Від 30 % до 60 % Schibsted володіють британськІ та американськІ інвестиційнІ банки, такі як Goldman Sachs та Northern Trust. Норвезькі власники володіли лише 42 % акцій Schibsted наприкінці 2015 року. Таким чином, VG є іноземною власністю.
Головний редактор «VG» — Торрі Педерсен.